# Arcanum (Musikprojekt)

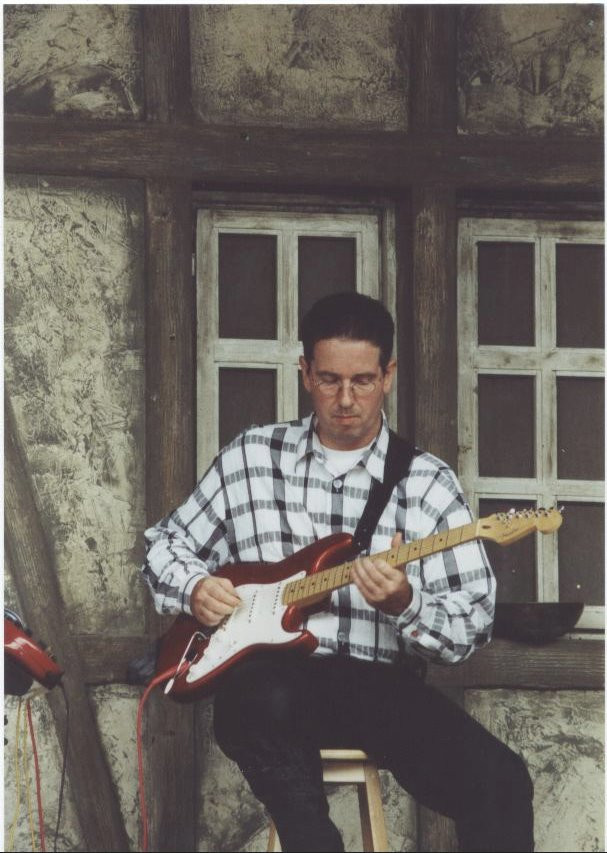
Bernd Braun

Arcanum ist ein Musikprojekt des Kölner Komponisten Bernd Franz Moritz Braun (* 1959) im Genre der Elektronischen Musik. Bei Arcanums Musikstil handelt es sich um melodische Synthesizer-Musik mit sehr starken Einflüssen der klassischen Berliner Schule.
1996 wurde Arcanum bei den Schwingungen-Wahlen als drittbester Newcomer des Jahres gewählt. Zusammen mit Detlef Keller und Otarion war Arcanum im Rahmen der von 1995 bis 2004 jährlich durchgeführten Veranstaltung „Klang-Raum-Wort“ auch mehrmals live aufgetreten.
Arcanum stand bei Manikin Records unter Vertrag. Das Album The Ancient Saga aus dem Jahr 1997 wurde mit den späteren Werken von Tangerine Dream verglichen.
Nach der Veröffentlichung von Klang-Raum-Wort X wurde das Projekt ARCANUM von Bernd Braun eingestellt.
Bernd Braun ist jedoch weiterhin musikalisch mit dem Projekt Klang-Raum-Wort aktiv und veröffentlicht neue Produktionen über das Internet.

## Diskografie
Solo:
- Klang-Raum-Wort (1996)
- Alaska. Behind the White Sea (1996)
- Man in the Mirror (1997)
- The Ancient Saga (1999)
- Das Labyrinth (2000)
- Klang-Raum-Wort X (2004)

Sampler:
- Schwingungen, Radios auf CD (1996)
- Best of Manikin Records (2000)
- Manikin Records First Decade 1992-2002 (2002)
- Schallwende Schallplatte 4 (2002)
- Liquid Sound Volume 2 (2003)
- Keller, Schönwälder & Friends (2004)
- Schrittmacher, Tasty Tracks Vol. 1 (2004)
- Schallwende Schallplatte 4 (2002)
- Schallwende Schallplatte 15 (2013)
- Schallwende Schallplatte 21 (2019)
- Schallwende Schallplatte 22 (2020)
- Schallwende Schallplatte 25 (2022)
- Schallwende Schallplatte 27 (2024)

Gastmusiker bei:
- Detlef Keller, Behind the Tears (1999)
- 2. Space Trance Tronic Night, project inter.com (2004)
- Broekhuis, Keller, Schönwälder, project inter.com (2000)
- E-Live 1999/2002 (2003)